# فلورنس الدریج
فلورنس الدریج (انگلیسی: Florence Eldridge؛ ۵ سپتامبر ۱۹۰۱ – ۱ اوت ۱۹۸۸) یک هنرپیشه اهل ایالات متحده آمریکا بود.
از فیلم‌ها یا برنامه‌های تلویزیونی که وی در آن نقش داشته‌است می‌توان به بی‌نوایان و ماری ملکه اسکاتلند اشاره کرد.